# Juan José Saavedra
Juan José Saavedra Barrios (La Higuerilla, marzo o abril de 1860 - Gualleco, 26 de abril de 1933) fue un comerciante y tercer alcalde de la Municipalidad de Gualleco.

## Biografía
Juan Saavedra era hijo de José Nicolás Saavedra Jara y Juana Josefa Barrios Lobo. Nació en La Higuerilla, sector cercano al pueblo de Gualleco, en la actual comuna de Curepto, Región del Maule, Chile.
Según los archivos de la parroquia de Gualleco, fue bautizado el 10 de febrero de 1861, cuando tenía 10 meses de vida.
Cuando tenía aproximadamente 20 años, fue reclutado y embarcado para participar en la Guerra del Pacífico, pero debido al fin de ésta, fue devuelto al sur cuando iba a la altura de Coquimbo.
Antes  de contraer  matrimonio tuvo un hijo llamado Manuel Jesús Reyes.
Se radicó en Gualleco, donde contrajo matrimonio el 18 de mayo de 1898 con Juana María Urzúa Andrade, con quien tuvo un hijo que murió a los pocos meses de vida.
Una vez que enviudó, volvió a casarse el 30 de septiembre de 1923 con Tomasa Poblete Díaz, con quien tuvo dos hijos: Teresa de Jesús Tomasa y Juan Tomás.
En el pueblo de Gualleco se dedicó al comercio, instalando una botica en la esquina de las calles Arturo Prat y Av. La Paz, también era productor de vino en la pequeña viña de su propiedad.
En 1905 era juez de subdelegación en la comuna de Gualleco y, en uno de sus períodos corporativos, ejerció como tercer alcalde.
Murió en Gualleco el 23 de abril de 1933, a los 73 años de edad, siendo sepultado en el cementerio de dicha localidad.